# Colostygia ablutaria
Colostygia ablutaria là một loài bướm đêm trong họ Geometridae.